# Manfred Vosz
Manfred Vosz (* 4. Oktober 1935; † 16. Februar 2014 in Düsseldorf) war ein deutscher Filmemacher und Hochschullehrer. Von 1972 bis 2000 war er Professor für Film und Fernsehen an der Kunsthochschule Kassel.  

## Ausbildung als Freier Maler – Tätigkeiten als Journalist und Filmregisseur
Vosz studierte zunächst Grafikdesign an der Werkkunstschule Wuppertal und anschließend Freie Malerei an der Akademie der Bildenden Künste München. In den 1960er Jahren lebte er als freier Maler in München. Er gewann einige Wettbewerbe, verlagerte seinen Haupttätigkeitsbereich allerdings in Richtung Journalismus und Film. 1965 veröffentlichte er gemeinsam mit Hannes Stütz die Literaturzeitschrift Kürbiskern, trat dem „Syndikat der Filmemacher“ in München bei, und es entstanden die ersten eigenen Filme, wie Deutsche Kirchweih und Stadtführer für Bonn und Umgebung. Von 1972 bis 2000 lehrte er an der Kunsthochschule Kassel. Er wurde zum Professor für Film und Fernsehen ernannt.
Anschließend engagierte sich Vosz filmpolitisch bei den Düsseldorfer Filmemachern. Er zählte 1980 zu den Mitbegründern des Filmbüros Nordrhein-Westfalen. Er war Vorstandsmitglied des Filmbüros von 1980 bis 1981 und 1986 bis 1992. Das Filmbüro Nordrhein-Westfalen beeinflusste die Entwicklung der kulturellen Filmförderung. Für den Dokumentarfilm Goethe in D. erhielt Vosz 1986 den Deutschen Filmpreis.
Zwischen 1989 und 1999 lehrte Vosz an der Internationalen Hochschule für Film und Fernsehen (EICTV) in San Antonio de los Baños in Kuba. Er leitete eine internationale Werkstatt für den Dokumentarfilm.
1989 leitete er Dokumentarfilmwerkstätten für die Goethe-Institute in Buenos Aires, Caracas, Mexiko-Stadt, Porto Alegre und Belo Horizonte, sowie in La Paz. Im Jahr 2002 kuratierte er für das Institut für Auslandsbeziehungen (IFA) in Stuttgart und Bonn die Ausstellung Der neue iranische Film.

## Filmografie (Auswahl)
- 1968: Deutsche Kirchweih (Silberne Taube, Leipzig 1968)
- 1969: Stadtführer für Bonn und Umgebung (Preis der internationalen Jury Oberhausen 1970)
- 1975: Zeugnisse einer Befreiungsbewegung (Spezialpreis der Jury Nyon 1976)
- 1976: Peindre c’vivere (Preis des internationalen Kurzfilmfestivals für die Jugend, Paris 1977; Silver Award, New York Film Festival 1980)
- 1983: Die nackten Füße Nicaraguas (zusammen mit Rolf Neddermann, Drehbuch: Günter Wallraff)
- 1985: Goethe in D oder die Blutnacht auf dem Schreckenstein oder wie Erwin Geschonneck eine Hauptrolle spielte. (Deutscher Filmpreis 1986)
- 1986: Mütter, Dollars und ein Krieg – Der Kampf um El Salvador
- 1999: Indios, Seringueirosund andere Wilde
- 2005: Farbfieber. Dokumentation über die Düsseldorfer Wandmalergruppe.

## Auszeichnungen und Mitgliedschaften
- 2004:  Jurymitglied Filmfestival Irkutsk, Sibirien
- 2002: The Golden Tablet – „for his life achievements and distinguished documentary films“, 6th Ismailia International Filmfestival, Egypt
- 2002: Jurymitglied Filmfestival Irkutsk, Sibirien
- 2001: Jurymitglied Filmfestival Damaskus, Syrien
- 1992: Gründungsmitglied des Innsbrucker Filmfestivals und bis zu seinem Tode dessen Präsidiumsmitglied